# Pemberton (Nueva Jersey)
Pemberton es un borough ubicada en el condado de Burlington en el estado estadounidense de Nueva Jersey. En el año 2010 tenía una población de 1.409 habitantes y una densidad poblacional de 880,63 personas por km².

## Geografía
Pemberton se encuentra ubicado en las coordenadas 39°58′17″N 74°41′09″O / 39.97139, -74.68583.

## Demografía
Según la Oficina del Censo en 2000 los ingresos medios por hogar en la localidad eran de $44,063 y los ingresos medios por familia eran $48,500. Los hombres tenían unos ingresos medios de $34,911 frente a los $25,474 para las mujeres. La renta per cápita para la localidad era de $18,909. Alrededor del 7.8% de la población estaba por debajo del umbral de pobreza.